# آيت فتخاوي (آيت احسين اوحند)
آيت فتخاوي هو دُوَّار يقع بجماعة تيمحضيت، إقليم إفران، جهة فاس مكناس في المملكة المغربية. ينتمي الدوّار لمشيخة آيت احسين اوحند التي تضم 6 دواوير. يقدر عدد سكانه بـ 498 نسمة حسب الإحصاء الرسمي للسكان والسكنى لسنة 2004.

## وصلات خارجية
- البوابة الوطنية للجماعات الترابية
- المندوبية السامية للتخطيط